# Lelaps
Lelaps is een geslacht van vliesvleugeligen uit de familie Pteromalidae. De wetenschappelijke naam van dit geslacht is voor het eerst geldig gepubliceerd in 1843 door Walker.

## Soorten
Het geslacht Lelaps omvat de volgende soorten:
- Lelaps abdominalis Ashmead, 1904
- Lelaps aeneiceps Ashmead, 1904
- Lelaps affinis Ashmead, 1904
- Lelaps albipes Cameron, 1884
- Lelaps albofasciatus Hedqvist, 1964
- Lelaps annulicornua (Strand, 1911)
- Lelaps apicalis Ashmead, 1904
- Lelaps argenticoxa (Girault, 1916)
- Lelaps avicula Haliday, 1844
- Lelaps beckeri Yoshimoto, 1977
- Lelaps bimaculata Ashmead, 1904
- Lelaps callisto Marshall, 1892
- Lelaps caudatula (Strand, 1911)
- Lelaps decorata Walker, 1862
- Lelaps ferrierei Hedqvist, 1964
- Lelaps ferruginea Cameron, 1884
- Lelaps flagellata (Strand, 1911)
- Lelaps flavescens Ashmead, 1894
- Lelaps floridensis Yoshimoto, 1977
- Lelaps halidayi Ashmead, 1904
- Lelaps insularis Mercet, 1927
- Lelaps magnifica (Strand, 1911)
- Lelaps melinus Yoshimoto, 1977
- Lelaps noorti Desjardins, 2007
- Lelaps ornata (Strand, 1911)
- Lelaps paraguayensis Girault, 1912
- Lelaps picta Walker, 1862
- Lelaps pulchella (Strand, 1911)
- Lelaps pulchra Girault, 1912
- Lelaps pulchricornis Walker, 1843
- Lelaps pygata (Strand, 1911)
- Lelaps rectivitta (Strand, 1911)
- Lelaps rhomboidea (Strand, 1911)
- Lelaps sadales (Walker, 1839)
- Lelaps setifrons (Strand, 1911)
- Lelaps simplex (Fabricius, 1804)
- Lelaps striaticeps (Strand, 1911)
- Lelaps striatus Yoshimoto, 1977
- Lelaps stylata Ashmead, 1904
- Lelaps tapajoana (Schulz, 1906)
- Lelaps terebrans (Strand, 1911)
- Lelaps tibialis Cameron, 1884
- Lelaps viridiceps (Strand, 1911)
- Lelaps vittipennis (Strand, 1911)